# Delitto allo specchio
Delitto allo specchio è un film del 1964 diretto da Ambrogio Molteni e da Jean Josipovici.
Il film è noto anche col titolo alternativo Delitto allo specchio - Sexy Party.

## Trama
Alcuni ragazzi trascorrono il weekend in un castello. Ma, secondo la premonizione di uno di loro, si preannuncia una tragedia.